# Superliga 2007-2008 (pallavolo femminile, Brasile)
La Superliga 2007-2008 si è svolta dal 7 dicembre 2007 al 19 aprile 2008: al torneo hanno partecipato 10 squadre di club brasiliane e la vittoria finale è andata per la terza volta consecutiva al Rio de Janeiro.

## Squadre partecipanti
| - Banespa - Brusque - Finasa - GRER - Mackenzie | - Minas - Pinheiros - Sport Recife - Rio de Janeiro - São Caetano |

## Premi individuali
| Premio                 | Giocatrice          | Squadra        |
| ---------------------- | ------------------- | -------------- |
| Miglior attaccante     | Paula Pequeno       | Finasa         |
| Miglior muro           | Adenízia da Silva   | Finasa         |
| Miglior servizio       | Thaísa de Menezes   | Rio de Janeiro |
| Miglior palleggiatrice | Danielle Lins       | Rio de Janeiro |
| Miglior ricevitrice    | Fabiana de Oliveira | Rio de Janeiro |
| Miglior difesa         | Wélissa Gonzaga     | Rio de Janeiro |

## Classifica finale
| Pos | Squadra        |
| --- | -------------- |
| 1   | Rio de Janeiro |
| 2   | Finasa         |
| 3   | Pinheiros      |
| 4   | Brusque        |
| 5   | São Caetano    |
| 6   | Minas          |
| 7   | Banespa        |
| 8   | GRER           |
| 9   | Mackenzie      |
| 10  | Sport Recife   |